# Sylter Bank

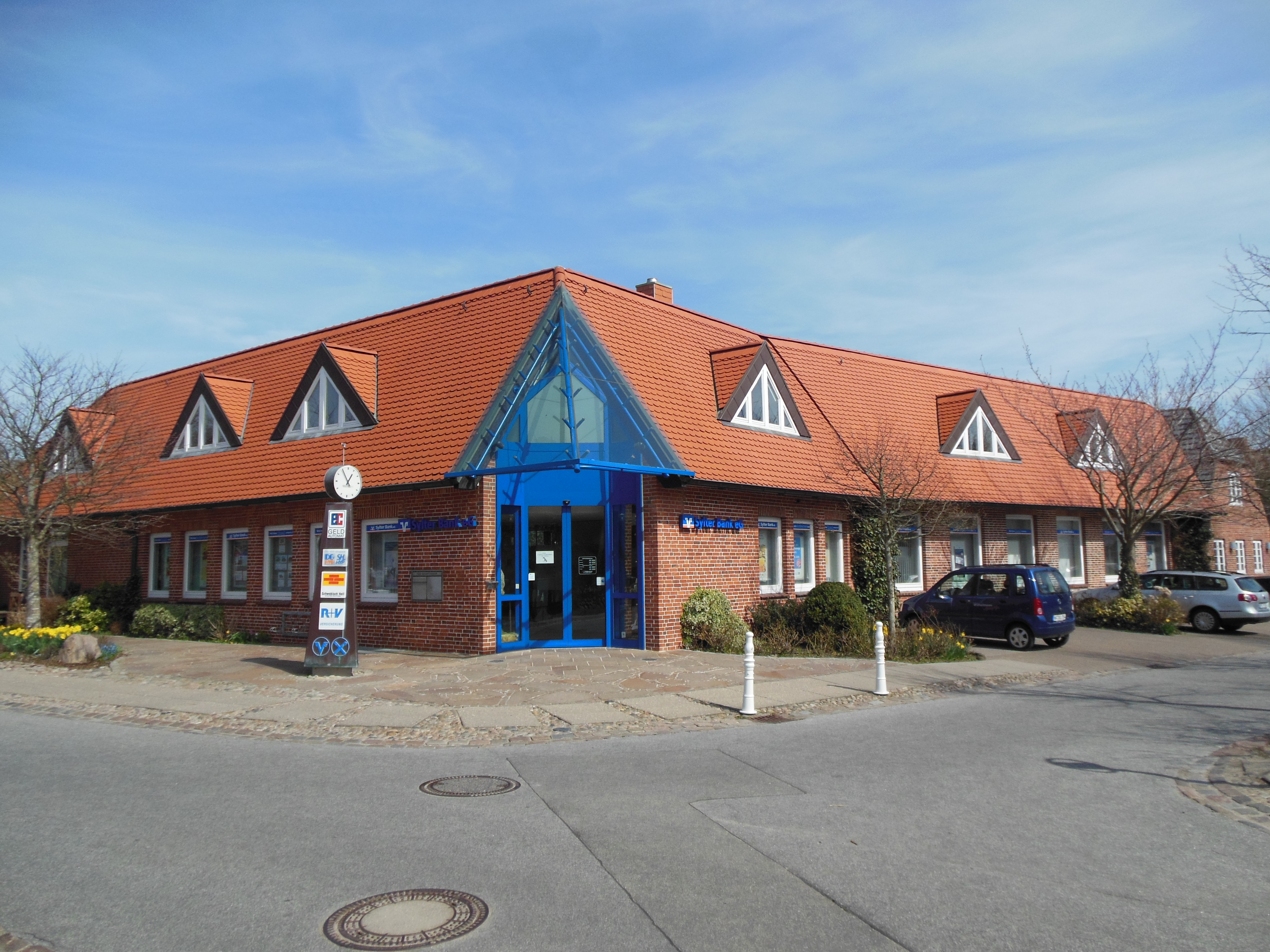
Verwaltungssitz und Geschäftsstelle in Keitum, Bahnhofstraße 15

Die Sylter Bank eG ist eine deutsche Genossenschaftsbank mit Sitz im Ortsteil Westerland in der schleswig-holsteinischen Gemeinde Sylt auf der Insel Sylt im Kreis Nordfriesland. Der Verwaltungssitz der Bank befindet sich im Sylter Ortsteil Keitum.

## Geschichte
Die heutige Sylter Bank eG entstand durch die Fusion mehrerer Genossenschaftsbanken auf der Insel Sylt.

### Volksbank Sylt eG
Die frühere Volksbank Sylt eG mit Sitz in Westerland wurde am 13. September 1902 in das Genossenschaftsregister des Amtsgerichts Westerland eingetragen.

### Raiffeisenbank Sylt eG
Die frühere Raiffeisenbank Sylt eG mit Sitz in Keitum entstand im Jahr 1969 durch den Zusammenschluss der Spar- und Darlehnskasse eGmbH mit dem Sitz in Keitum (gegründet 1927) und der Spar- und Darlehnskasse Morsum eGmbH mit dem Sitz in Morsum. Das vereinigte Institut nannte sich zunächst Spar- und Darlehnskasse Sylt eGmbH, bis im Jahr 1976 der Name in Raiffeisenbank Sylt eG geändert wurde.

### Volks- und Raiffeisenbank Sylt eG
Im Jahr 1998 fusionierten die beiden Genossenschaftsbanken der Insel. Das vereinte Institut erhielt den Namen Volks- und Raiffeisenbank Sylt eG.

### Sylter Bank eG
Im Jahr 2005 wurde schließlich der heutige Name Sylter Bank eG angenommen.

### Stammbaum
- Sylter Bank eG (seit 1998) (1998 bis 2005 Volks- und Raiffeisenbank Sylt eG)
  - Volksbank Sylt eG (bis 1998)
  - Raiffeisenbank Sylt eG (bis 1998) (bis 1976 Spar- und Darlehnskasse Sylt eG)
    - Spar- und Darlehnskasse Keitum (bis 1969)
    - Spar- und Darlehnskasse Morsum (bis 1969)

## Rechtsverhältnisse
Die Sylter Bank eG ist im Genossenschaftsregister beim Amtsgericht Flensburg unter GnR 1 NI eingetragen.

## Organisationsstruktur
Rechtsgrundlagen sind das Genossenschaftsgesetz und die durch die Generalversammlung beschlossene Satzung. Organe der Bank sind der Vorstand, der Aufsichtsrat und die Generalversammlung.

## Sicherungseinrichtung
Die Sylter Bank eG ist der amtlich anerkannten Sicherungseinrichtung des Bundesverbandes der Deutschen Volksbanken und Raiffeisenbanken GmbH und der zusätzlichen freiwilligen Sicherungseinrichtung des Bundesverbandes der Deutschen Volksbanken und Raiffeisenbanken e.V. angeschlossen.

## Geschäftsausrichtung
Die Sylter Bank eG betreibt das Universalbankgeschäft. Im Verbundgeschäft arbeitet sie mit der DZ Bank, R+V Versicherung, Bausparkasse Schwäbisch Hall, Teambank, VR Smart Finanz, Münchener Hypothekenbank, DZ Hyp und der Union Investment zusammen.

## Geschäftsgebiet
Das Geschäftsgebiet liegt im Kreis Nordfriesland und umfasst die nordfriesische Insel Sylt.
An diesen Orten betreibt die Bank Filialen:
- Westerland (jur. Sitz, Geschäftsstelle)
- Keitum (Hauptstelle, Geschäftsstelle)
- List (SB-Geschäftsstelle)
- Morsum (SB-Geschäftsstelle)
- Wenningstedt (SB-Geschäftsstelle)

Daneben werden noch sechs weitere Geldautomaten-Standorte in Westerland (2 Stück), List, Rantum, Kampen (Sylt) und Tinnum unterhalten.
Als derzeit einzige genossenschaftliche Bank gehört die Sylter Bank nicht dem Bankcard-Servicenetz der Volksbanken und Raiffeisenbanken an. Damit ist die Nutzung der Geldautomaten der Bank für Kunden anderer Genossenschaftsbanken nicht gebührenfrei, sondern wird mit derzeit 3,90 Euro bepreist. Auch besteht keine Mitgliedschaft in einem alternativen Geldautomatenverbund, wie z. B. dem Cashpool.